# Chiromyza tristrigata
Chiromyza tristrigata är en tvåvingeart som först beskrevs av Günther Enderlein 1921.  Chiromyza tristrigata ingår i släktet Chiromyza och familjen vapenflugor. Inga underarter finns listade i Catalogue of Life.